# Rivière Porc-Épic
Pour les articles homonymes, voir Porc-Épic (homonymie).
Ne doit pas être confondu avec Rivière Porc-Pic.
La rivière Porc-Épic est un affluent de la rivière Malbaie, coulant dans le territoire non organisé de Lac-Pikauba, dans la municipalité régionale de comté (MRC) de Charlevoix, dans la région administrative de la Capitale-Nationale, dans la province de Québec, au Canada. La majeure partie de la rivière Porc-Épic coule dans le territoire de la zec des Martres, sauf le dernier 1,6 km avant d’arriver à son embouchure.
Le bassin versant de la rivière Porc-Épic est desservi principalement par une route forestière secondaire qui remonte cette vallée, pour les besoins la foresterie et des activités récréotouristiques.
La foresterie constitue la principale activité économique du secteur ; les activités récréotouristiques, en second.
La surface de la rivière Porc-Épic est habituellement gelée du début de décembre à la fin mars, toutefois la circulation sécuritaire sur la glace se fait généralement de la mi-décembre à la mi-mars.

## Géographie
L’embouchure de la rivière Porc-Épic est située entre les territoires du Grands-Jardins et du Hautes-Gorges-de-la-Rivière-Malbaie ; entre le lac Ha! Ha! et le lac des Martres.
Les principaux bassins versants voisins de la rivière Porc-Épic sont :
- côté nord : rivière Malbaie, ruisseau du Cran Rouge, lac Moreau, rivière des Martres ;
- côté est : lac Beaulieu, lac des Martres, lac Barley, rivière du Gouffre ;
- côté sud : ruisseau Froid, lac de la Hache, lac du Coq, rivière Barley, rivière Malbaie ;
- côté ouest : rivière Malbaie, lac à la Cruche, rivière à la Cruche, rivière Ha! Ha![4].

La rivière Porc-Épic prend sa source à l’embouchure du lac de la Hache (longueur : 0,7 km ; altitude : 712 m). L’embouchure de ce lac est située à :
- 3,1 km à l’ouest d’une baie du lac des Martres ;
- 3,7 km à l’est d’une courbe du cours de la rivière Malbaie ;
- 3,7 km au nord-est du cours de la rivière Barley ;
- 7,8 km au sud-ouest du lac Beaulieu ;
- 7,8 km au nord-ouest du Petit lac Malbaie, lac de tête de la petite rivière Malbaie ;
- 10,2 km au sud-ouest d’une courbe du cours supérieur de la rivière du Gouffre ;
- 6,6 km au sud-est de la confluence de la rivière Porc-Épic et de la rivière Malbaie[4].

À partir de sa source (lac Pimpant), la rivière Porc-Épic descend sur 9,2 km entièrement en zones forestières et montagneuses, avec une dénivellation de 127 m selon les segments suivants :
- 1,5 km vers le nord en traversant notamment un lac non identifié (longueur : 0,6 km ; altitude : 933 m) entouré de marais, jusqu’à la décharge (venant de l’est) du lac Beaulieu ;
- 2,7 km dans une vallée encaissée, d’abord vers le nord, en courbant vers l’est, puis à nouveau vers le nord, en recueillant un ruisseau (venant du nord-ouest), jusqu’à un ruisseau (venant du nord-est) ;
- 1,5 km vers le nord-ouest en formant deux petits crochets, jusqu’à la décharge (venant de l’est) du lac de la Mésange ;
- 2,5 km vers le nord-ouest, jusqu’à la décharge (venant du nord) d’un lac non identifié enclavé entre les montagnes ;
- 1,0 km vers l’ouest dans une vallée encaissée, jusqu’à son embouchure[4].

La rivière Porc-Épic se déverse dans une zone de remous sur la rive ouest de la rivière Malbaie. Cette confluence est située à :
- 0,7 km en amont de l’embouchure de la rivière à la Cruche ;
- 3,2 km au nord-est de l’embouchure du lac à la Cruche ;
- 8,2 km à l’est du cours de la rivière Ha! Ha! ;
- 7,9 km au nord-ouest du lac des Martres ;
- 11,8 km au sud-est du Petit lac Ha! Ha! ;
- 51,2 km à l’ouest de la confluence de la rivière Malbaie et du fleuve Saint-Laurent[4].

À partir de la confluence de la rivière Porc-Épic, le courant descend le cours de la rivière Malbaie sur 91,1 km vers l’est, puis le sud-est, lequel se déverse sur la rive nord-ouest du fleuve Saint-Laurent.

## Toponymie
Le toponyme « rivière Porc-Épic » parait dans le Dictionnaire des rivières et des lacs de la province de Québec, 1925, page 141. Ce nom a été approuvé le 1963-07-03 par la Commission de géographie du Québec.
Le toponyme "Rivière Porc-Épic" a été officialisé le 5 décembre 1968 à la Banque des noms de lieux de la Commission de toponymie du Québec.